# Zamek w Sokulu
Zamek w Sokulu – wzniesiony w połowie XVI w. przez ród książąt Sokulskich nad Styrem.

## Właściciele
Dawniej własność ks. Zbaraskich, następnie gniazdo rodowe Sokulskich, stanowiących boczną linię ks. Czetwertyńskich; w 1612 r. należał do Marka kn. Sokulskiego, potem przeszedł do Stefana kn. Sokulskiego, wreszcie drogą wiana za Aleksandrą Sokulską do Krzysztofa Bożeniec Jełowieckiego, podstolego wołkowyskiego. W 1714 r. był własnością Dymitra Jełowieckiego, wojskiego nowogródzkiego, dalej Konstantego Jełowieckiego, stolnika pińskiego, w 1803 r. Ignacego Jełowieckiego, drogą sukcesji przeszła do Stępkowskich.

## Architektura, dwór
Przypuszczalnie Sokulscy wybudowali obronny zamek, który otaczały ziemne wały. Stępkowscy w miejscu starego zamku postawili ładny pałac, po którym obecnie nie ma już śladu. Z warowni ocalały resztki wałów zamkowych.